# Olympische Sommerspiele 1904/Schwimmen – 4 × 50 Yards Freistil (Männer)
Die 4-mal-50-Yards-Freistilstaffel der Männer bei den Olympischen Spielen 1904 in St. Louis wurde am 7. September 1904 ausgetragen. Es war die erste und bis heute einzige Austragung des Wettbewerbs. Austragungsort war der Life Saving Exhibition Lake.
Die Staffel war der einzige Schwimmwettbewerb, bei dem keine Ausländer teilnahmen. Den Deutschen wurde die Teilnahme verweigert, da sie unterschiedlichen Schwimmvereinen angehörten. Protestiert hatte der dem New York Athletic Club angehörende Österreicher Otto Wahle, der seinem Verein dadurch einen Vorteil verschaffen wollte.

## Ergebnisse
| Rang | Nation             | Verein                    | Athleten                                                      | Zeit       | Anm. |
| ---- | ------------------ | ------------------------- | ------------------------------------------------------------- | ---------- | ---- |
| 1    | Vereinigte Staaten | New York Athletic Club I  | Joseph Ruddy Leo Goodwin Louis Handley Charles Daniels        | 2:04,6 min | OR   |
| 2    | Vereinigte Staaten | Chicago Athletic Club     | David Hammond William Tuttle Hugo Goetz Raymond Thorne        | unbekannt  |      |
| 3    | Vereinigte Staaten | Missouri Athletic Club    | Amedee Reyburn Gwynne Evans Marquard Schwarz William Orthwein | unbekannt  |      |
| 4    | Vereinigte Staaten | New York Athletic Club II | Edgar Adams David Bratton George Van Cleaf David Hesser       | unbekannt  |      |